# Enrique Flores
Ramón Enrique Flores Fimbres (* 8. ledna 1989) je bývalý mexický zápasník – judista.

## Sportovní kariéra
Vrcholově se připravoval v Ciudad de México ve sportovním tréninkovém centru CONADE pod vedením kubánských a mexických trenérů. V mexické mužské reprezentaci se pohyboval od roku 2010 v těžké váze nad 100 kg. Slibně rozjetou kvalifikaci na olympijské hry v Londýně však přerušilo vážné zranění levého kolene na jaře 2012. Po návratu v roce 2013 vydržel v mexické reprezentaci jednu sezonu. Po obnově zranění ukončil v roce 2014 sportovní kariéru.

## Výsledky
| Turnaj                  | 2010       | 2011       | 2012       | 2013       |
| Turnaj                  | 21         | 22         | 23         | 24         |
| Turnaj                  | těžká váha | těžká váha | těžká váha | těžká váha |
| ----------------------- | ---------- | ---------- | ---------- | ---------- |
| Olympijské hry          |            |            | —          |            |
| Mistrovství světa       | úč.        | úč.        |            | úč.        |
| Panamerické hry         |            | 5.         |            |            |
| Panamerické mistrovství | 5.         | 7.         | —          | 3.         |
| Středoamerické a k. hry | 1.         |            |            |            |